# Le Camp de la mort de tolérance
Le Camp de la mort de tolérance (The Death Camp of Tolerance en version originale) est le quatorzième épisode de la sixième saison de la série animée South Park, ainsi que le 93e épisode de l'émission.

## Synopsis
M. Garrison est réengagé pour enseigner au CM1 après la mort de Mme Crockelpaf. Homosexuel, il apprend que s'il est viré il pourrait porter plainte et obtenir 25 millions de dollars d'indemnité pour homophobie. Appâté par le gain, Garrison se lance alors dans des actes sexuels inappropriés avec son compagnon M. Esclave devant ses élèves, dans le but de se faire virer. Les enfants, choqués par son comportement, tentent de le dénoncer, mais leurs parents considèrent cela comme de l'intolérance et leur font visiter le Musée de la Tolérance afin de les éduquer.
M. Garrison continue alors ses actes infâmes devant ses élèves en introduisant une gerbille appelée Lemmiwinks dans l'anus de M. Esclave (cette pratique sexuelle est appelée "gerbilling"). Une histoire secondaire de cet épisode voit la gerbille Lemmiwinks explorer le système digestif de M. Esclave, rencontrant des esprits d'autres animaux ayant péri dans ses intestins, qui l'aident dans sa quête pour s'échapper.
Les élèves se plaignent à nouveau et refusent désormais de se rendre à ses cours. Leurs parents, qui ne comprennent pas la gravité des actes de M. Garrison, envoient alors leurs enfants dans un « Camp de la Tolérance », qui ressemble à un camp de concentration nazi, où les élèves sont forcés inlassablement à dessiner des images reflétant la diversité et la tolérance.
Au lieu de se faire virer comme il l'espérait, M. Garrison est nommé pour recevoir un prix pour son courage. Il décide que son discours sera une bonne occasion pour choquer les parents d'élèves et se faire virer. Il apparaît alors en tenue flamboyante et caricaturale. Malgré l'extravagance de son discours, les parents d'élèves l'applaudissent quand même pour son « courage ». Exaspéré, M. Garrison dénonce leur tolérance excessive, et exige d'être viré afin qu'il puisse porter plainte et remporter des dédommagements.
Les parents d'élèves récupèrent alors leurs enfants du Camp de la Tolérance et c'est M. Garrison et M. Esclave qui y sont envoyés parce qu'ils sont intolérants de leur propre nature. La dernière séquence montre M. Esclave régurgiter la gerbille Lemmiwinks, ce qui permet aux autres esprits des animaux d'être libérés.

## Commentaires
Dans le commentaire audio de l'épisode, les créateurs de South Park, Matt Stone et Trey Parker, expliquent que cet épisode tente doucement de ramener la série à la normale. En effet, Mr. Garrison redevient le professeur des élèves. Aussi, Tweek, qui a remplacé Kenny en tant que quatrième enfant du groupe d'amis, perd ici de l'importance pour laisser la place à Kenny qui reviendra dans les épisodes suivants (l'esprit de Kenny est à ce stade toujours coincé dans le corps de Cartman). L'épisode voit la première apparition de deux nouveaux personnages, la gerbille Lemmiwinks, et M. Esclave. D'après les créateurs, le reste de l'équipe chargé de créer l'animation n'a pas trouvé l'histoire de Lemmiwinks drôle, estimant que cette histoire secondaire ne servait qu'à combler la durée requise d'un épisode. Les créateurs étaient les seuls à en rire, et ils ont insisté pour intégrer cette histoire qui serait une parodie de Frodon du Seigneur des anneaux. Selon eux, Frodon ne fait rien de particulier, il est simplement ordonné par d'autres personnages de suivre tel ou tel parcours, et ainsi Lemmiwinks est aussi guidé par les esprits sages d'autres animaux dans les entrailles de M. Esclave. La voix de M. Esclave était celle de John Hansen, qui travaille sur South Park mais qui n'est pas un acteur. Toutefois il s'amusait à caricaturer les homosexuels, et ainsi il a été choisi pour faire la voix de ce personnage.
Le Camp de la mort de tolérance est toujours considéré comme un favori chez les fans de la série. Certains commentateurs estiment que cet épisode a aidé à faire de South Park la série la plus choquante et politiquement incorrecte du moment. L'épisode rend hommage à La Liste de Schindler, avec les scènes en noir et blanc où les enfants sont envoyés à un « camp de la tolérance ». Parmi d'autres, cet épisode est notable pour sa satire de sujets chers aux libéraux (ou à la gauche en général), ce qui a amené certains commentateurs à considérer que les créateurs de South Park sont des conservateurs, notamment dans l'ouvrage South Park Conservatives de Brian C. Anderson. Les deux créateurs l'ont nié bien que Trey Parker serait un membre du parti libertarien. Matt Stone a également précisé : « Je hais les conservateurs, mais putain je hais vraiment les libéraux! »,.
À noter toutefois qu'aux États-Unis, le mot "liberal" signifie "progressiste", le courant politique majoritaire du Parti démocrate et non "libéral" au sens français du terme.